# La Face brillante de la Lune
Pour plus de détails, voir Fiche technique et Distribution.
La Face brillante de la Lune aussi Plus clair que la Lune (titre original allemand : Heller als der Mond) est un film autrichien réalisé par Virgil Widrich, sorti en 2000.

## Synopsis
Péripéties de quelques immigrés en Autriche : l'Italien Paolo, employé chez un ferrailleur, veut ouvrir un restaurant, mais comme il n'a pas d'argent, projette de dévaliser les banques viennoises. Il trouve une complice en même temps qu'une amoureuse avec la Roumaine Julie. Celle-ci veut se défaire de son petit ami Kranek qui forme avec son associé Melles un piètre duo de braqueurs accumulant les bourdes.

## Fiche technique
- Titre original : Heller als der Mond
- Titre alternatif allemand : Europa 2000
- Titre français : La Face brillante de la Lune[1]
- Titre français alternatif : Plus clair que la Lune
- Réalisation : Virgil Widrich
- Scénario : Enrico Jakob, Virgil Widrich
- Décors : Alexandra Maringer, Hannes Salat
- Costumes : Alexandra Burgstaller, Gerhard Fresacher
- Photographie : Martin Putz
- Son : Eric Spitzer
- Montage : Niki Mossböck
- Musique : Alexander Zlamal
- Production : Virgil Widrich
- Société de production : Virgil Widrich Produktions (Autriche)
- Société de distribution : Living Colour Entertainment (Pays-Bas)
- Pays d’origine :  Autriche
- Langue originale : allemand
- Format : 35 mm — couleur — 1.85:1 — son stéréo Dolby SR
- Genre : comédie
- Durée : 88 minutes
- Dates de sortie : 
  - Pays-Bas : 28 janvier 2000 (Festival international du film de Rotterdam)
  - France : janvier 2000 (Festival Premiers Plans d'Angers)
- Film non répertorié par le CNC

## Distribution
- Christopher Buchholz : Paolo
- Lars Rudolph (en) : Knarek
- Gerhard Liebmann : Melles
- Piroska Szekely : Julie
- Werner Prinz : Gudrawczuk
- Alexander Ebeert : Fischer
- Horst Buchholz : Erster Gast
- Haymon Maria Buttinger : le maître d'hôtel

## Distinctions

### Récompenses
- Autriche : Prix du scénario 1997 de la ville de Salzbourg (Drehbuchentwicklungspreises der Stadt Salzburg 1997) à Virgil Widrich[2].
- France : Festival Premiers Plans d'Angers 2000[1] : 
  - Prix Jean Carmet à Lars Rudolph (en).
  - Prix Laser Vidéo Titres à Virgil Widrich.

### Nominations
- Slovénie : Festival international du cinéma de Bratislava 2000 (Medzinárodný filmový festival Bratislava 2000) : Virgil Widrich nommé pour le Grand prix.
- Allemagne : Festival Max Ophüls 2000 (Filmfestival Max Ophüls Preis 2000) : Virgil Widrich nommé pour le prix Max Ophüls.
- Pays-Bas : Festival international du film de Rotterdam 2000 : Virgil Widrich nommé pour le Tigre d'or.

## Tournage
- Réalisé à Vienne (Autriche) en 1999.

## Autour du film
- Christopher Buchholz a son père Horst Buchholz comme partenaire.